# La Cebollona
La Cebollona es una casería y dehesa del municipio de Abadía, Cáceres. Se sitúa a orillas del arroyo Hornacinos, accesible por pista desde Abadía. En esta dehesa, se practica la caza mayor. No aparece en el nomenclátor y su población está integrada dentro de Abadía. 